# Spominski znak Kuzma
Spominski znak Kuzma je spominski znak Slovenske vojske, ki je podeljen veteranom TO RS za zasluge pri spopadu za Kuzmo med slovensko osamosvojitveno vojno.

## Nosilci
- seznam nosilcev spominskega znaka Kuzma